# Poloostrov Iveragh

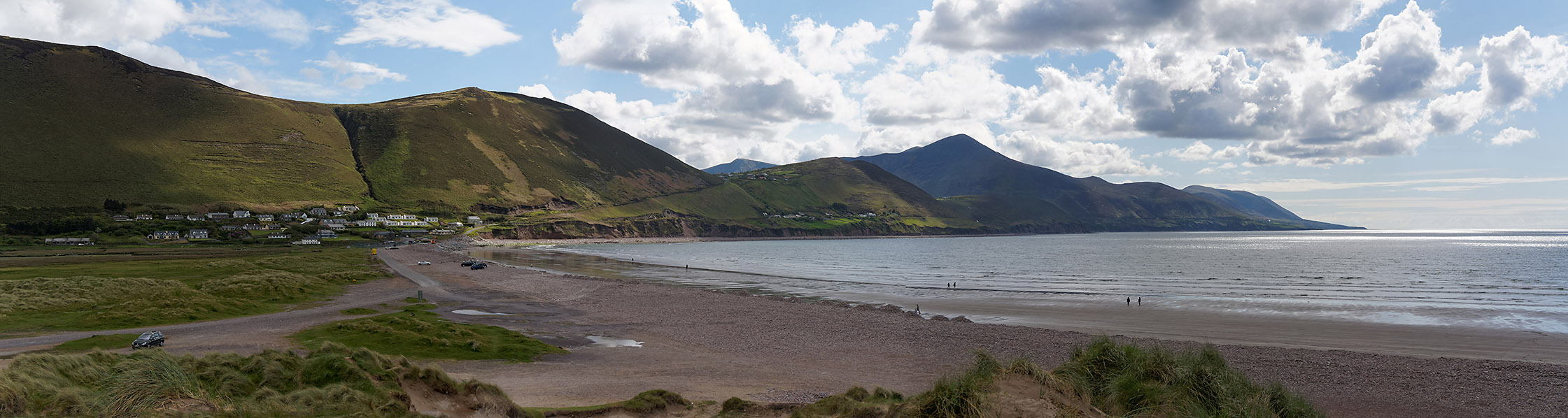
Pláž Rossbeigh

Poloostrov Iveragh (irsky Uíbh Ráthach) je největší irský poloostrov. Ve středu poloostrova je pohoří Macgillycuddy's Reeks. Nachází se zde také nejvyšší hora v Irsku Carrauntoohil.

## Geografie

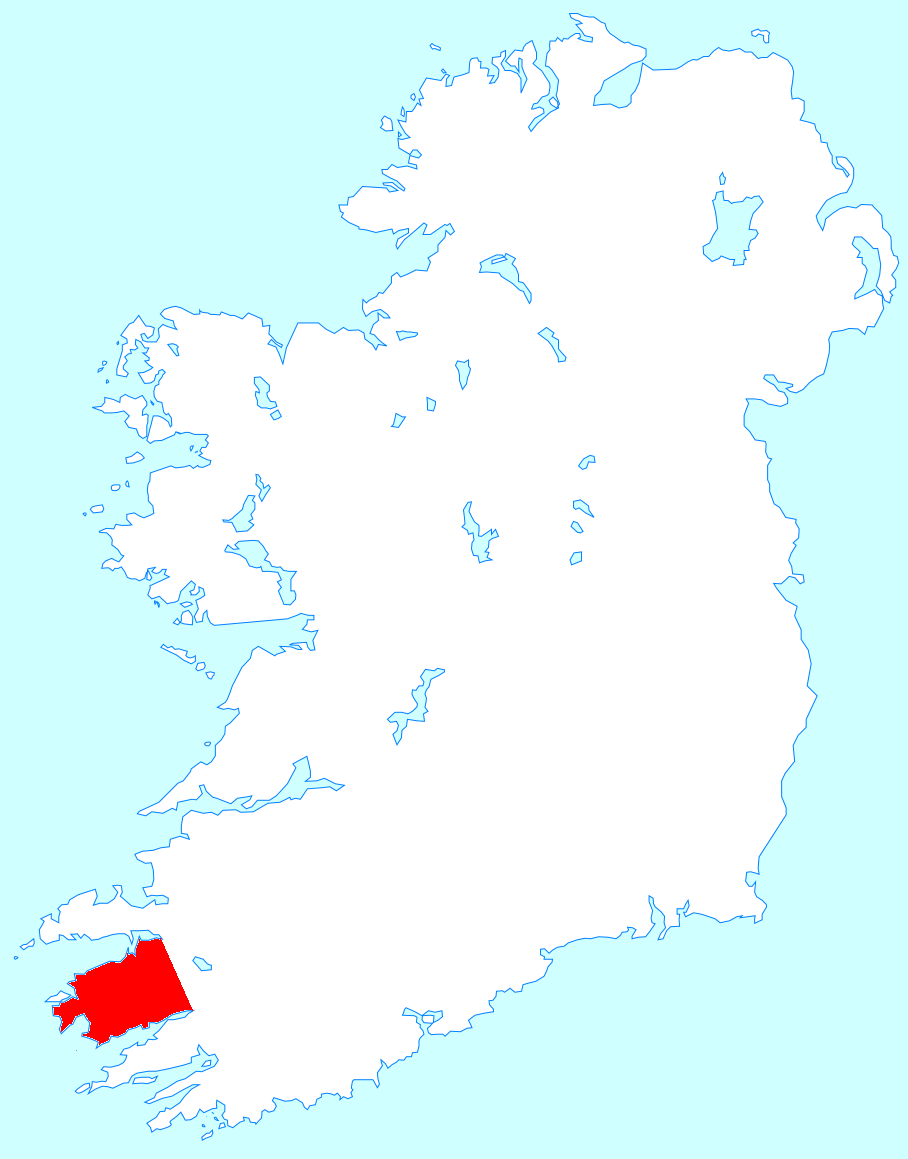
Poloostrov Iveragh

Na severu poloostrova je záliv Dingle Bay a na jihu záliv Kenmare Bay. Poloostrov je celý velmi hornatý a většina hor je vysoká 500 m n. m. a výše, v horských údolích je mnoho jezer.

## Klima
Poloostrov má velmi mnoho srážek, i na těch nejsušších místech naprší průměrně minimálně 1200 mm ročně. V horách i víc než 2400 mm ročně.. Na Iveraghu je také nejteplejší místo Irska Valentia s průměrnou roční teplotou 11 °C. V průměru ve Valentii nasněží maximálně jednou za rok, nejnižší zimní teploty klesají jen těsně pod bod mrazu a nejvyšší letní teploty nepřesahují 20 °C.

## Města na poloostrově
- Killorglin
- Cahersiveen
- Ballinskelligs
- Portmagee
- Waterville
- Caherdaniel
- Sneem
- Kenmare

## Ring of Kerry
Na poloostrově je oblíbená turistická trasa Ring of Kerry. Je dlouhá 179 km a je kruhovitá, vede hlavně po pobřeží celého poloostrova Iveragh a od města Kenmare zasahuje do irského vnitrozemí až po město Killarney. Odtamtud zase vede zpátky do města Killorglin. Po této trase jezdí hlavně v létě velké množství vyhlídkových turistických autobusů.

## Galerie

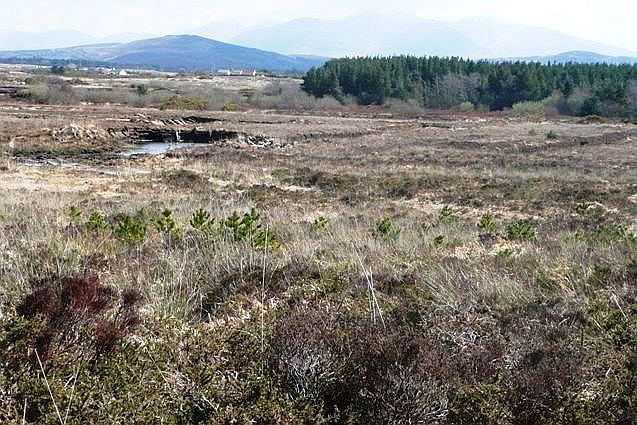
Hornaté vnitrozemí
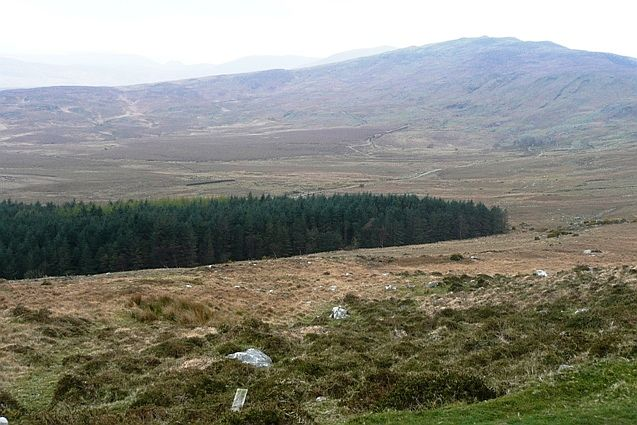
Hornaté vnitrozemí
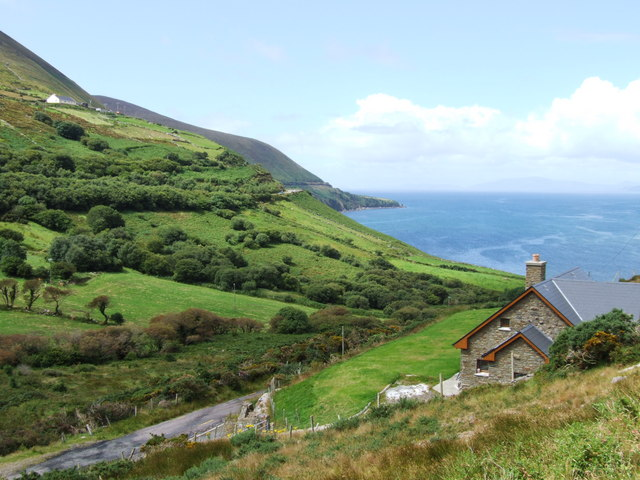
Výhled na Dingle Bay